# Oddział Kajetana Cieszkowskiego

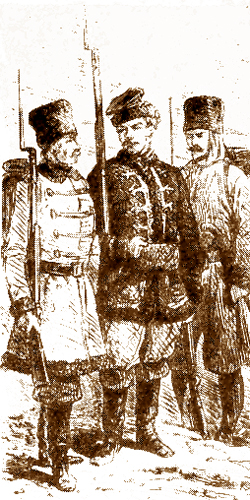
Fizylier

Oddział Kajetana Cieszkowskiego „Ćwieka” – partia powstańcza okresu powstania styczniowego, operująca na Lubelszczyźnie i Podlasiu. Oddział ten potocznie nazywano ćwiekami – od pseudonimu dowódcy, Kajetana Cieszkowskiego.
Oddział był formowany w połowie 1863 (czerwiec i lipiec). Formalnie był to 5 oddział wojsk narodowych województwa lubelskiego.
Organizatorem i naczelnikiem oddziału „Ćwieka” był mjr. Adolf Amort. Dowódcą oddziału był Kajetan Karol Cieszkowski ps. „Ćwiek” herbu Dołęga, aczkolwiek jako właściwy i faktyczny dowódca jest wymieniany mjr Amort (tzw. duumwirat wynikał z formalnej nominacji dowódcy przez Rządu Narodowego oraz faktycznego dowodzenia i organizowania wojskowego nad jednostką). Współorganizatorką oddziału była żona Kajetana Cieszkowskiego, Emilia.
W okresie początkowym oddział liczył 250 ludzi. Żołnierze oddziału walczyli na Lubelszczyźnie i ziemi radomskiej. 2 września 1863 roku oddział walczył w bitwie pod Biłgorajem. Następnie dołączył do zgrupowania Marcina „Lelewela” Borelowskiego i 3 września 1863 uczestniczył w bitwie pod Panasówką. W tym czasie z uwagi na chorobę Cieszkowski zrezygnował z dowodzenia oddziałem, a jego miejsce zajął szef sztabu mjr Walery Kozłowski.
Kajetan Cieszkowski po zakończeniu powstania przebywał na emigracji we Francji. Został pochowany na Cmentarzu Rakowickim w Krakowie.
W oddziale walczyli m.in. Józef Baranowski i Mikołaj Wasilewicz.